# آیومو واتانابه
آیومو واتانابه (渡辺 歩 Watanabe Ayumu, born September 3, 1966) کارگردان انیمیشن ژاپنی است. او پس از پیوستن به انیمیشن Shin-Ei، چندین فیلم انیمیشن Doraemon را کارگردانی کرد. به عنوان یک فریلنسر، او همچنین روی انیمه‌های اقتباسی متعددی مانند Space Brothers, After the Rain و کومی نمی‌تونه ارتباط برقرار کنه کار کرد.

## زندگی‌نامه
آیومو واتانابه در ۳ سپتامبر ۱۹۶۶ در توکیو به دنیا آمد. او کار خود را در سال ۱۹۸۶ و زمانی که به عنوان یک انیماتور کلیدی به استودیو میتس پیوست آغاز کرد. دو سال بعد، واتانابه به انیمیشن Shin-Ei نقل مکان کرد، جایی که او روی اقتباس انیمیشن از سری مانگا Doraemon و همچنین کارگردانی چندین فیلم انیمه در این فرنچایز کار کرد. او همچنین به عنوان یک فریلنسر، انیمه‌های اقتباسی متعددی مانند برادران فضایی، پس از باران، و کومی نمی‌تواند ارتباط برقرار کند، کارگردانی کرد. او همچنین با استودیوی ۴°C در فیلم‌های Children of the Sea و Fortune Favors Lady Nikuko همکاری کرد.

## آثار

### سریال تلویزیونی
- آتشینچی (۲۰۰۲؛ استوری‌بردها)[۸]
- برادران فضایی (۲۰۱۲–۲۰۱۴؛ کارگردان)[۳]
- دوست دختر اسرارآمیز X (2012؛ کارگردان)[۹]
- دانچی تومو (۲۰۱۳–۲۰۱۵؛ کارگردان)[۱۰]
- اگر پرچمش بشکند (۲۰۱۴؛ کارگردان)[۱۱]
- آس وکیل (۲۰۱۶–۲۰۱۹؛ کارگردان)[۱۲]
- پس از باران (۲۰۱۸؛ کارگردان)[۴]
- گورازنی (۲۰۱۸؛ کارگردان)[۱۳]
- سرگرد دوم (۲۰۱۸–۲۰۲۰؛ کارگردان)[۱۴]
- کومی نمی‌تواند ارتباط برقرار کند (۲۰۲۱–۲۰۲۲؛ کارگردان ارشد)[۵]
- رندر زمان تابستان (۲۰۲۲؛ کارگردان)[۱۵]

### فیلم‌ها

#### فیلم‌های بلند
- Doraemon: Nobita and the Windmasters (2003؛ کارگردان اصلی انیمیشن)[۱]
- Doraemon: Nobita in the Wan-Nyan Spacetime Odyssey (2004؛ دستیار کارگردان، کارگردان ارشد انیمیشن)[۱]
- Doraemon: Nobita's Dinosaur 2006 (2006؛ کارگردان، فیلمنامه)[۲]
- Doraemon: Nobita and the Green Giant Legend (2008؛ کارگردان)[۱۶]
- Space Brothers #0 (2014؛ کارگردان)[۱۷]
- کودکان دریا (۲۰۱۹؛ کارگردان)[۶]
- Fortune Favors Lady Nikuko (2021؛ کارگردان)[۷]

#### فیلم‌های کوتاه
- Doraemon: Doraemon Comes Back (1998؛ کارگردان، کارگردان انیمیشن)[۱]
- Doraemon: Nobita's the Night Before a Wedding (1999؛ کارگردان، کارگردان انیمیشن)[۱]
- Doraemon: A Mother's Recollections (2000؛ کارگردان، کارگردان انیمیشن)[۱]
- Doraemon: Ganbare! جیان!! (۲۰۰۱؛ کارگردان)[۱۸]
- Doraemon: Boku no Umareta Hi (2002؛ کارگردان)[۱۹]
- Pa-Pa-Pa the Movie: Perman (2003؛ کارگردان، فیلمنامه)[۱]
- Pa-Pa-Pa the Movie: Perman: Tako de Pon! آشی و پون! (۲۰۰۴؛ کارگردان)[۲۰]
- Ōkii Ichinensei به Chiisana Ninensei (2014؛ کارگردان)[۲۱]